# Charlotte Moorman
Madeline Charlotte Moorman (18 de novembro de 1933 - 8 de novembro de 1991) foi uma violoncelista americana, artista performática e defensora da música de vanguarda. Chamada de a "Joana d'Arc da nova música", ela foi a fundadora do Festival Anual de Vanguarda de Nova York e uma colaboradora frequente do artista coreano-americano Nam June Paik.

## Biografia
Moorman nasceu em 18 de novembro de 1933, em Little Rock, Arkansas, filha de JR e Vernan Moorman; seu pai era gerente de vendas e faleceu quando ela era ainda criança. Aos dez anos começou a estudar violoncelo . Após sua formatura na Little Rock High School em 1951, ela ganhou uma bolsa de estudos de música para estudar na Centenary College em Shreveport, Louisiana . Ela obteve seu bacharelado em música em 1955. Mais tarde, ela obteve um mestrado na Universidade do Texas em Austin e continuou seus estudos de pós-graduação na Juilliard School em 1957, onde concluiu seu mestrado com especialização no violoncelo.

## Carreira
Após seus estudos na Juilliard, Moorman iniciou uma carreira em salas de concertos clássicos como violoncelista e ingressou na Orquestra Sinfônica Americana. De 1958 a 1963, ela também foi membro do Boccerini Players de Jacob Glick. No entanto, ela logo foi atraída para a cena de arte performática mais experimental da década de 1960 por meio de sua colega de quarto e amiga Yoko Ono.
Quando questionada durante uma entrevista sobre como se interessou pela vanguarda, Moorman disse que um dia se cansou de uma peça para violoncelo de Kabalevsky e alguém sugeriu que ela tentasse tocar "26 Minutes, 1.1499 Seconds for a String Player", de John Cage, que, entre outras coisas, exige que o músico prepare e coma cogumelos.
Moorman fez amizade e mais tarde se apresentou com muitos artistas conhecidos do final do século XX, incluindo Paik, Yoko Ono, John Cage, Wolf Vostell, Joseph Beuys, Joseph Byrd, Carolee Schneemann e Jim McWilliams. Isso a levou a um envolvimento mais livre com o movimento Fluxus de artistas performáticos de vanguarda. Mais tarde, ela trabalhou em colaboração com muitos de seus protagonistas para interpretar partituras enigmáticas escritas no espírito aberto do Fluxus.  Em 1966, Beuys, então associado ao Fluxus, criou sua obra Infiltration Homogen für Cello, um violoncelo revestido de feltro, em sua homenagem. No entanto, Moorman, como muitas outras artistas femininas, incluindo sua amiga íntima, Schneemann, foi colocada na "lista negra" pelo organizador do Fluxus, George Maciunas, por razões que permanecem incertas.
Em 1967, Charlotte foi presa por de policiais disfarçados quando apresentava a performance “Opera Sextronique” com seu parceiro Nam June Paik. Ela foi acusada de “exposição indecente”, por ter ficado nua durante a apresentação. Apesar disso, a publicidade do caso ajudou a tornar famoso o Fluxus, movimento de arte contemporânea de que Charlotte fazia parte.

### Festival Anual de Vanguarda de Nova York
Em 1963, Moorman fundou o Festival Anual de Vanguarda de Nova York, que apresentou a música experimental do grupo Fluxus e Happenings junto com performance, arte cinética e videoarte.  Apesar do título do evento, o festival não era realizado anualmente. Houveram quinze edições do festival entre 1963 a 1980.  Além disso, os festivais eram frequentemente organizados em locais públicos, como o Shea Stadium, a Grand Central Station, o World Trade Center e o Staten Island Ferry. Sem essa iniciativa, uma série de criações da turma que queria reinventar a arte poderia ter morrido na obscuridade. E Nova York poderia não ter a reputação de que goza hoje de ser um palco para o que há de novo na arte. 
Além de ser uma artista de destaque em peças de vanguarda, ela foi uma porta-voz e negociadora eficaz da arte avançada, conquistando as burocracias de Nova York e outras grandes cidades para cooperar e fornecer instalações para apresentações controversas e desafiadoras. Os anos do Festival de Vanguarda marcaram um período de entendimento incomparável e de boas relações entre artistas avançados e autoridades locais. O amigo e artista Jim McWilliams criou inúmeras peças memoráveis para ela apresentar nos Festivais de Vanguarda de Nova York, incluindo Sky Kiss, que a envolveu pendurada em balões meteorológicos cheios de hélio para o Sexto Festival de Vanguarda, e A Alimentação Intravenosa de Charlotte Moorman para a edição de 1973. 

### Colaboração com Nam June Paik

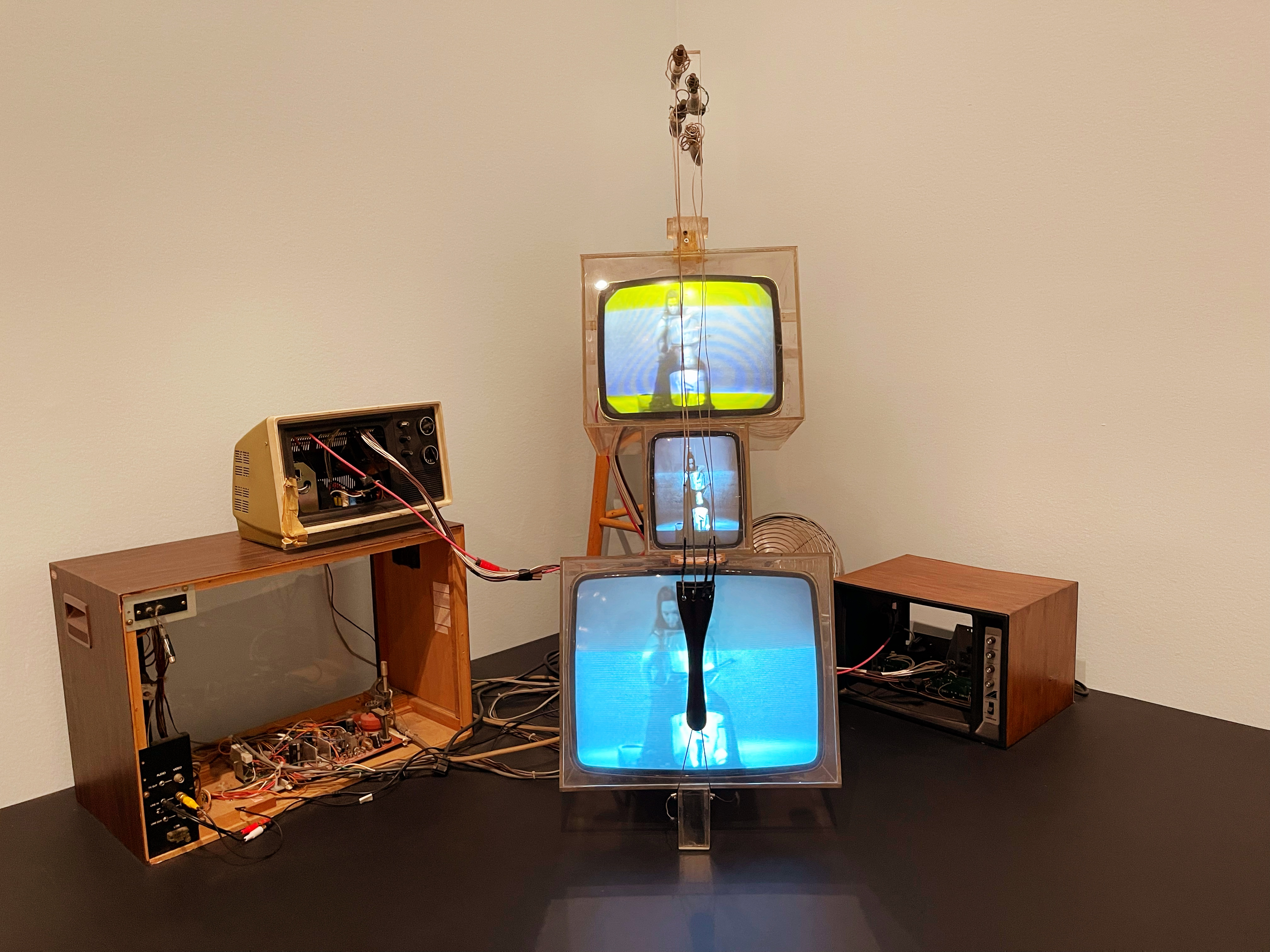
Instalação TV Cello (1966)

No Segundo Festival de Vanguarda, Moorman convenceu Karlheinz Stockhausen a encenar sua peça performática, Originale, usando seu colaborador original Nam June Paik . Este encontro deu início à colaboração de décadas entre Moorman e Paik, na qual fundiram escultura, performance, música e arte. Além disso, Paik criou muitas obras especificamente para Moorman, incluindo TV Bra for Living Sculpture (1969) e TV-Cello (1971).

## Morte
No final da década de 1970, ela foi diagnosticada com câncer de mama. Ela passou por uma mastectomia e quimioterapia, continuou se apresentando na década de 1980, apesar da dor e da saúde debilitada. Ela morreu de câncer na cidade de Nova York em 8 de novembro de 1991, aos 57 anos.
"Historicamente, ela será vista como muito importante para a história do vídeo e da performance", disse John G. Hanhardt, curador de cinema e vídeo do Museu Whitney de Arte Americana. "Ela foi uma presença vital e tinha um compromisso apaixonado com a vanguarda. Contribuiu para a humanização da televisão e do vídeo."
Era chamada de "A Joana d'Arc da Nova Música" pelo compositor Edgard Varese.